# Артурс Бернотас
Артурс Бернотас (латис. Arturs Bernotas; нар. 1 червня 1995) — латвійський шахіст, майстер ФІДЕ (2015), чемпіон Латвії з шахів (2017).

## Біографія
Шахами серйозно почав займатися з восьми років. Перший тренер — Леонід Борисов, пізніше тренувався в Яніса Клованса і Артурса Нейкшанса. 2011 року став переможцем чемпіонату Латвії серед юнаків і чемпіонату Європи зі швидких шахів у віковій групі до 16 років. У 2014 році на турнірі B шахового фестивалю «Ризький технічний університет опен». У 2016 році переміг на чемпіонаті Риги з шахів. У березні 2017 року у Вільнюсі на другому етапі Балтійського зонального турніру виконав свою першу норму міжнародного майстра (IM). Починаючи з 2008 року багаторазовий учасник фіналів чемпіонатів Латвії. Переможець чемпіонату 2017 року, на якому виконав свою другу норму міжнародного майстра.
Закінчив Ризьку середню школу № 54, продовжує навчання в Латвійському університеті.